# 山田百里恵
山田 百里恵（やまだ もりえ）は、日本のファッションデザイナー。株式会社MORIE YAMADA代表。着物ドレスのファッションブランドMORIE TOKYO・MORIE Bridalを手掛ける。

## 人物
知り合いだった日本の着物デザイナー池田重子に大きく影響され、着物生地に目覚め生地を集めだす。そのコレクションを使って洋服をつくり、催事への出品をしたところ好評だったため、オリジナルブランドMOMOを設立、着物リメイクを本格的に手掛けることになった。顧客に黒柳徹子、八神純子などがいる。

## 略歴
モード学園 ファッションデザイン科卒業
- 1978年 アパレルの企画室にデザイナーとして就任
- 1995年 婦人服企画会社 設立
- 2000年 オリジナルブランド ｢MOMO｣ 発表
- 2001年 南青山に オリジナルショップ ｢青山MOMO｣オープン
- 2002年 新宿高島屋にて個展開催
- 2003年 新宿高島屋にて個展開催
- 2004年 JR名古屋高島屋、日本橋高島屋、横浜高島屋にて 姉妹展開催
- 2000年 玉川高島屋 アートサロンにて姉妹展開催
- 2005年 JR名古屋高島屋にて姉妹展開催
- 2006年 高島屋,そごう等百貨店にて個展開催
- 2007年 JR名古屋高島屋にて姉妹展開催
- 2007年 表参道ヒルズギャラリーＫＯＷＡにて姉妹展開催
- 2008年 グランドプリンス赤坂にてファッションショー開催
- 2009年 JR名古屋高島屋にて姉妹展開催
- 2009年 玉川 高島屋 アートサロンにて「山田百里恵　創作衣装作品展」開催
- 2010年 表参道ヒルズギャラリーKOWAにて4人展開催
- 2011年 日本橋三越本店にて「ハレの日の装い」展開催
- 2011年 目黒にプライベートサロンをオープン
- 2015年 ブランド名を「MORIE TOKYO」「MORIE Bridal」へ
- 2016年 南青山にショップ兼オーダーサロンをオープン

2017年五反田にプライベートサロンをオープン

## 出版・メディア出演
- 2003年 現代日本の衣匠（ART BOX international ING）
- 2003年 和裂れリメイク（ヴォーグ社）
- 2008年 CLASSY（光文社）
- 2009年 SEVEN HILLS PREMIUM（セブンヒルズプレミアム）
- 2010年 いきいき（ハルメク）
- 2010年 TOKYO MX NEWS （TOKYO MX TV）
- 2011年 創作市場（マリア書房）
- 2014年 ひるまえほっと（NHK）
- 2014年 NHK団塊スタイル（講談社MOOK）
- 2016年 プレバト！！（毎日放送）
- 2016年 スクール革命！（日本テレビ）
- 2017年 おぼえがき（読売新聞）